# Rejon apostołowski
Rejon apostołowski – jednostka administracyjna wchodząca w skład obwodu dniepropetrowskiego Ukrainy.
Rejon utworzony w 1923, ma powierzchnię 1380 km² i liczy około 60 tysięcy mieszkańców. Siedzibą władz rejonu jest Apostołowo.
Na terenie rejonu znajdują się 2 miejskie rady i 10 silskich rad, obejmujących w sumie 31 wsi i 6 osad.